# Koșarița
Koșarița (în bulgară Кошарица) este un sat în Bulgaria, situat în comuna Nesebăr în regiunea Burgas. Se află la o altitudine de 106 m deasupra nivelului mării. Populația este de 1.455 locuitori, determinată în 15 martie 2024, prin current resident registration[*]. Clubul de fotbal local se numește Iastreb (bulgară Ястреб).

## Demografie
Componența etnică a satului Koșarița
     Romi (1,64%)
     Turci (5,66%)
     Bulgari (69,23%)
     Nicio identificare (23,46%)
La recensământul din 2011, populația satului Koșarița era de 1.219 locuitori. Din punct de vedere etnic, majoritatea locuitorilor (69,23%) erau bulgari, existând și minorități de turci (5,66%) și romi (1,64%). Pentru 23,46% din locuitori nu este cunoscută apartenența etnică.